# Sebastian Schwarz (siatkarz)
Sebastian Schwarz (ur. 2 października 1985 we Freudenstadt) – niemiecki siatkarz, 157-krotny reprezentant kraju, grał na pozycji przyjmującego. W kwietniu 2019 roku poinformował, że zakończył karierę siatkarską.

## Sukcesy klubowe
Puchar Niemiec:
- 2006, 2007, 2009, 2010

Mistrzostwo Niemiec:
- 2006, 2007
- 2009, 2010

Liga Mistrzów:
- 2007

Puchar Polski:
- 2015

Mistrzostwo Polski:
- 2015
- 2017

Superpuchar Polski:
- 2015

## Sukcesy reprezentacyjne
Liga Europejska:
- 2009

Mistrzostwa świata:
- 2014